# Pilomecyna flavolineata
Pilomecyna flavolineata là một loài bọ cánh cứng trong họ Cerambycidae.